# Regimiento de Artillería de Campaña n.º 93
El Regimiento de Artillería de Campaña n.º 93 (RACA 93) es un regimiento de artillería del Ejército español cuyo acuartelamiento se encuentra en las afueras de San Cristóbal de La Laguna, al sur del aeropuerto de Los Rodeos (Tenerife Norte).

## Historia
El origen de este regimiento de artillería se remontaría a la conquista de Tenerife en el siglo XV. Pertenece a la Brigada «Canarias» XVI.

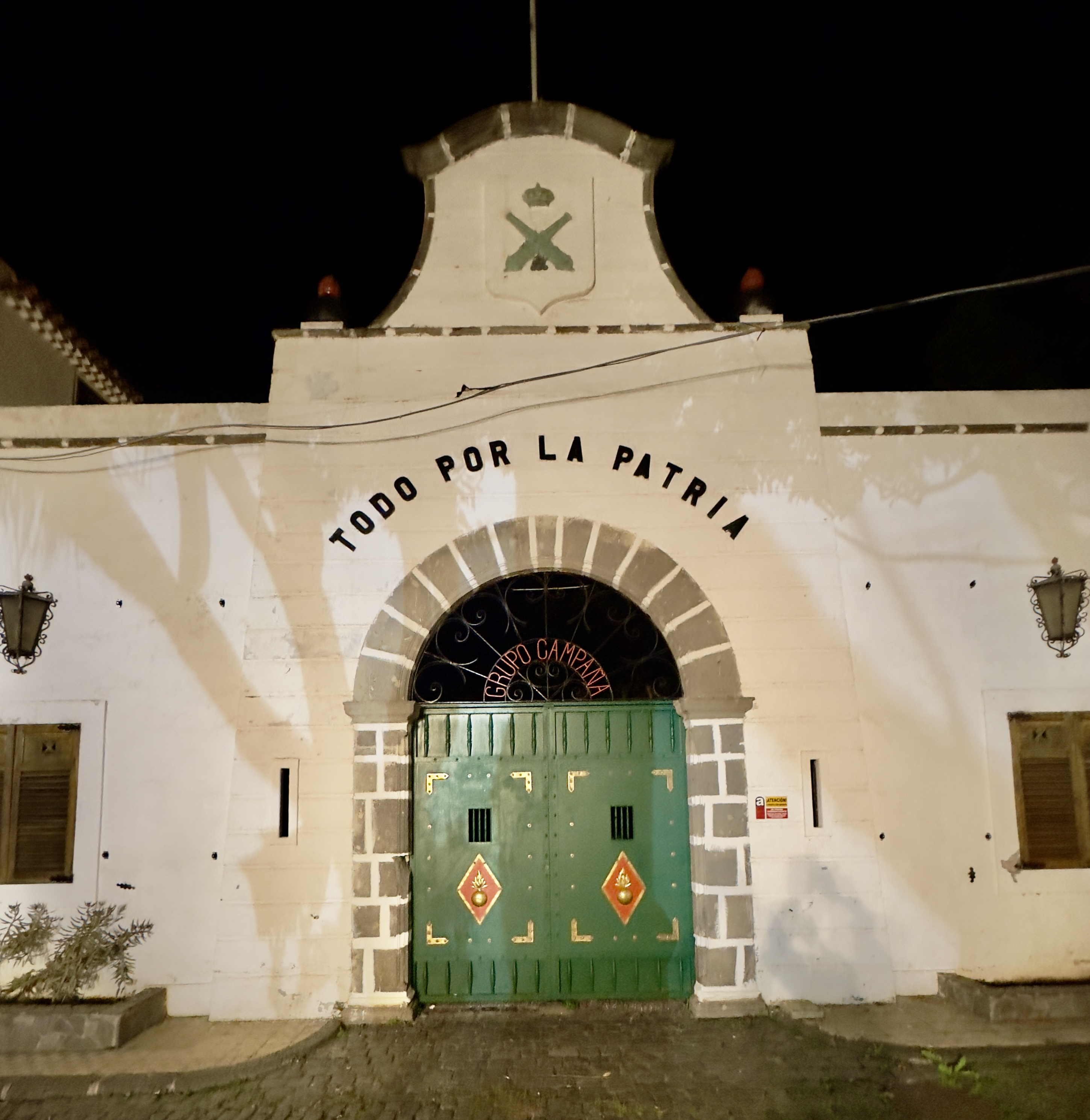
Antiguo acuartelamiento del Grupo de Campaña junto al santuario, en la plaza del Cristo.

El Regimiento de Artillería de Campaña n.º 93 es heredero del antiguo Batallón de Artillería a Pie de Canarias, cuya  Batería de Armas del Grupo de Montaña partió en septiembre de 1921 a la guerra que había en Larache, Marruecos español. El batallón encomendó su protección al Santísimo Cristo de La Laguna, cuya estampa portaron durante toda la campaña. Regresaron sin ninguna baja en octubre de 1922. Desde entonces, los artilleros tienen la promesa de escoltar a la imagen cada vez que sale en procesión, especialmente durante su festividad cada 14 de septiembre. 

## Patronazgo
Desde 2024, el Cristo lagunero es el patrono y protector del Regimiento de Artillería de Campaña n.º 93, convirtiéndose en la segunda advocación de Cristo en el Ejército español declarado oficialmente protector de un destacamento militar, tras el Cristo de la Buena Muerte de la Congregación de Mena (Málaga), que lo es de la Legión Española.